# Mala (singolo)
Mala è un singolo della cantante italiana Elettra Lamborghini, pubblicato il 21 settembre 2018 come secondo estratto dal primo album in studio Twerking Queen.

## Video musicale
Il videoclip, diretto dagli YouNuts! (Antonio Usbergo & Niccolò Celaia), è stato pubblicato sul canale Vevo-YouTube della cantante il 25 settembre 2018. Nella clip, si vede Elettra che canta e balla ammanettata insieme a un gruppo di ballerine, per poi farsi interrogare in una stazione di polizia. Il video di Mala ha raggiunto la prima posizione delle tendenze YouTube.

## Tracce
1. Mala – 2:56

## Classifiche
| Classifica (2018) | Posizione massima |
| ----------------- | ----------------- |
| Italia            | 13                |